# Oblast' di Belostok
L'oblast' di Belostok (in russo Белостокская область?, Belostokskaja oblast'; in polacco Obwód białostocki) era una divisione amministrativa nell'Impero russo. La regione aveva il suo capoluogo a Belostok (l'odierna città di Białystok).

## Storia
L'oblast' fu creata dall'ex dipartimento prussiano di Białystok, acquisito nel 1807 dalla Russia nei Trattati di Tilsit.
L'oblast' fu abolita nel 1842 quando fu inclusa nel Governatorato di Grodno.

## Divisioni amministrative

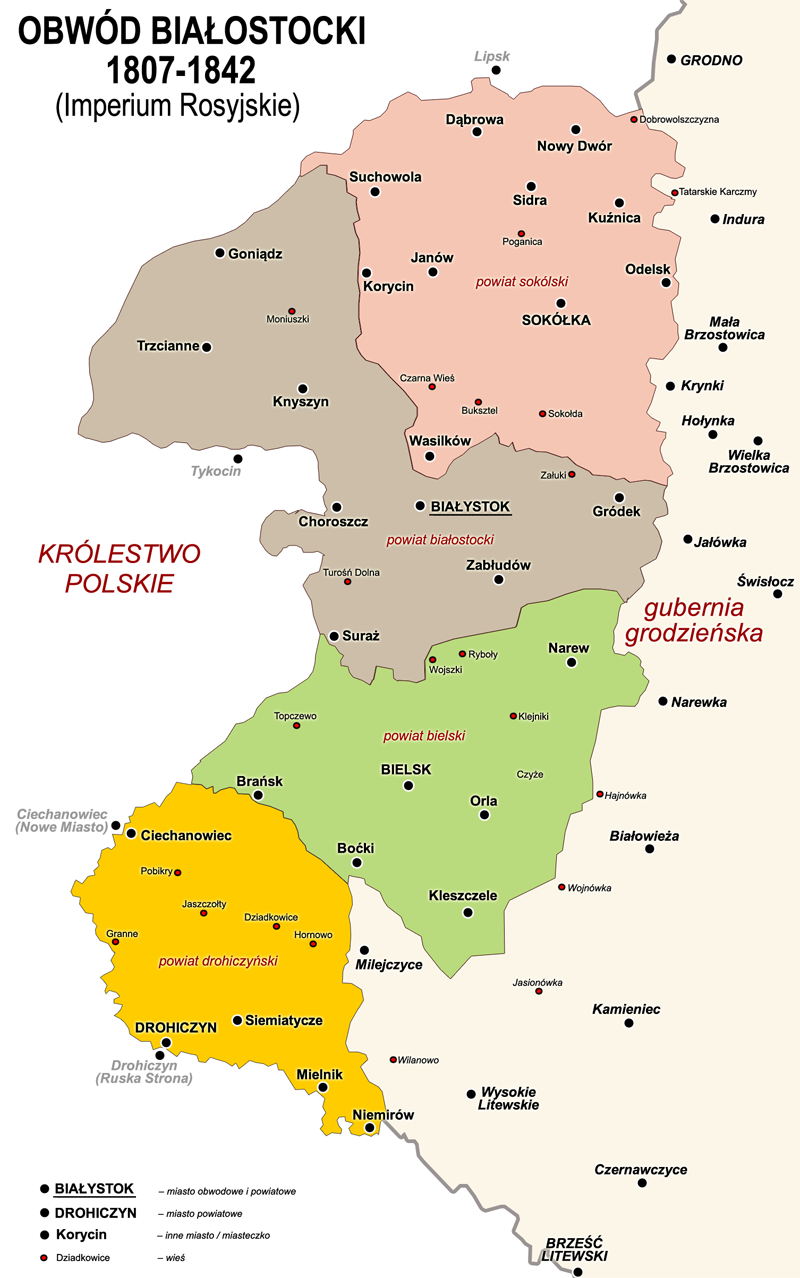
Divisioni amministrative dell'Oblast' di Belostok - 1807–1842

Nel XIX secolo, alcune delle oblast' erano divisioni amministrative che avevano uno status grossomodo simili a quello delle gubernija, ossia, esistevano indipendentemente dalle gubernija, non facendone parte come avveniva nel XVIII secolo.
Nel 1808, l'oblast' era divisa in quattro uezd (distretti):
- Belostok, comprese le città di Białystok, Choroszcz, Goniądz, Gródek, Knyszyn, Suraż, Trzcianne e Zabłudów
- Bielsk, comprese le città di Bielsk Podlaski, Boćki, Brańsk, Kleszczele, Narew e Orla
- Sokółka, comprese le città di Dąbrowa Białostocka, Janów, Korycin, Kuźnica, Nowy Dwór, Odelsk, Sidra, Sokółka, Suchowola e Wasilków
- Drohiczyń, comprese le città di Ciechanowiec, Drohiczyn, Mielnik, Niemirów e Siemiatycze

Nel 1842 il numero dei distretti fu ridotto a tre quando il distretto di Drohiczyń fu fuso nel distretto di Bielsk.